# アフマド・ペジマン

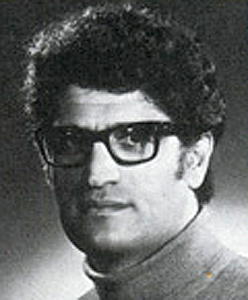
アフマド・ペジマン

アフマド・ペジマン（ペルシア語:احمد پژمان、Ahmad Pejman、1935年 - ）は、イランの作曲家。
ファールス州ラール出身。幼いころから南イランの音やリズムに親しんだ。ホセイン・ナセーヒーにヴァイオリンを、ヘシュマト・サンジャリに音楽理論を学んだ後、テヘラン交響楽団のヴァイオリニストとなった。その後、奨学金を得てウィーン音楽院に留学し、アルフレート・ウールやハンス・イェリネクに師事した。在学中から彼の作品はウィーン室内管弦楽団やウィーン放送交響楽団で演奏され、3年次には彼の作曲したオペラ『田舎の祭り』がテヘラン歌劇場のこけら落としに上演された。卒業後の1969年にイランに戻り、管弦楽曲・オペラ・バレエ・映画音楽・テレビ音楽を作曲した。
1976年、コロンビア大学の博士課程に入学した。1979年、イラン革命が発生すると、彼はロサンゼルスに居を移し、ジャズやポップスの編曲の仕事をした。現在はサンタモニカに在住し、管弦楽曲や合唱曲や映画音楽を作曲している。